# 아메데오 6세 디 사보이아 백작
아메데오 6세 디 사보이아(이탈리아어: Amedeo VI di Savoia, 1334년 1월 4일 - 1383년 3월 1일)는 녹백(Il Conte Verde)이라고도 알려진 1343년부터 1383년까지의 사보이아 백작이다. 아이모네 디 사보이아와 비올란테 팔레올로고의 장남으로 태어났다. 섭정 기간을 거쳤지만, 유럽 정치와 군사에서 사보이아의 저력을 보여주며, 스스로 강력한 지도자임을 나타냈다. 그는 유럽으로 진입하려던 튀르크족들을 상대로 십자군에 참여했다.

## 어린 시절
그의 아버지가 사망한 1343년에 아메데오는 사보이아 백국을 상속받았다. 그가 겨우 9세에 불가했기에 그의 아버지의 유언장에서 친척들인 아메데오 3세 디 지네르바와 루이지 2세 디 사보이아보를 섭정으로 두었다. 두 사람은 섭정으로서 권력을 제한하는 문서에 동의했다. 어느 쪽도 다른 사람 없이 중요한 결정을 내릴 수는 없으며, 두 사람의 결정은 백국의 모든 베일리프들을 대표하는 귀족 상주 평의회의 검토를 받았다.
얼마 지나지 않아 아메데오가 섭정을 끝내고 사보이아 백국을 통치했지만, 아메데오의 숙부 에도아르도 디 사보이아의 후손인 그의 친척 조반나 디 사보이아가 살리카 법전에 의해서 권리가 부정당했음에도 백국에 대한 소유권을 주장했다. 그녀가 다음해에 사망했음에도, 그녀의 의지는 그녀의 친척 필리프 도를레앙 공작에게 전해졌다. 1345년 그는 매년 5000 리브레를 양도받는 대신 조반나가 아이모네에 한 것과 유사한 합의를 협상했다.

사보이아 백작들의 문장.

아메데오는 육체적으로나 정신적으로 교육을 받았다. 그는 전투와 승마를 즐겼다. 그의 교육에는 군사학 논고와 같은 고전 작품과 군주 통치론 등 현대 서적등이 포함되었다. 그는 또한 사제들이 매일 아침 어디에서든지 그를 위해 미사를 올릴 수 있는 권리와 이동식 제단 요청등 종교적인 헌신을 보여주었다. 그는 그를 위해 건강했지도록 더 서원을 다녔으며, 교황 클레멘스 6세에게 이 서원에서 그를 내보내줄 것을 요청했다. 교황은 가난한 이들에게 일주일마다 12명에게 음식을 대접해 주는 대신으로 동의했다.
젊은 앙주 가의 여왕 조반니 1세 디 나폴리가 왕위에 오르자, 이탈리아 북부의 몇몇 사람들은 그녀의 미숙한 경험을 이용하여 그녀의 땅을 점령하려고했다. 조반니 2세 델 몬페라토가 첫 공격을 이끌었고, 반면 아메데오의 친척이자 봉신인 자코모 디 사보이아아카이아는 여왕을 지지했다. 1345년에 그녀의 첫 군대가 패배한 후, 공격자들은 자코모가 통치한 영토를 다음으로 이동했다. 1347년에 자코모는 아메데오에게 도움을 요청했고, 군대를 보내주었다. 그 군대는 자코모가 전쟁 막바지 주들에 합류하며 그 해 7월까지 공격자들을 휩쓸었다. 조반나는 사보이아의 오랜 적인 윔베르 2세 드 비엔누아와 톰마소 2세 디 살루초의 도움을 받았으며, 그들은 함께 앙주 가의 영토들을 정복했다. 교황 클레멘스 6세는 1348년 전쟁을 끝내기 위해 휴전 협상에 나섰지만, 누구도 만족하지 못했다.
1348년부터 1351년까지 흑사병은 사보이아의 땅을 황폐화시켜 일부 마을의 인구를 절반으로 줄였다. 1348년에 많은 농민들이 유대인들이 우물과 분수에 독을 타서 인한 것이라고 여겼다. 일부 지역의 성주들이 그들을 보호하려고 했지만, 상당수가 사망했다. 샹베리에서 유대인들은 그들의 보호를 위해 성에 갇뒀으나 폭도들이 이를 파괴시켜 여러 명이 사망했다. 그후 백작의 관리들은 독약에 의한 유죄 관련 인원들을 찾도록 압력을 가했고, 11명을 처형시키고 나머지 인원들에게 6년간 매월 160 플로린을 지불하게 하였다.
아메데오는 상호 방위 및 도움 목적으로 1349년에 아메데오 디 지네르바, 자코모 디 사보이아카이아, 밀라노를 통치하던 비스콘티 가와 조약을 맺었다. 이 조약에는 갈레아초 2세 비스콘티가 백작의 여동생 비안카 디 사보이아와의 혼인 조항이 포함됐다. 1350년 결혼식이 열렸고, 아메데오는 흑조 기사단을 창설했다.
1349년 마지막 비엔누아의 도팽 윔베르 2세 드 비엔누아가 그의 작위와 봉지를 샤를 5세에게 모두 포기하였다. 그 당시 신임 도팽은 재임중인 필리프 6세의 손자이자 그의 법정추정상속인인 아들 장 2세였다. 윔베르 2세는 도미니코회 수도원에서 은퇴했다.

## 사보이아 백작
1350년에 시옹의 주교 귀샤르 타벨(Guichard Tavel)과 사보이아의 동맹들은 사보이아의 국경인 발레 지역의 일부 귀족들의 권리 획득을 시도했다. 그와 그의 부하들은 1351년 8월 공격을 개시했다. 교황 클레멘스 6세는 반란자들을 파문시켰고, 아메데오는 30명의 기사들을 보냈다. 이에 대한 반응으로 8천명의 농민들의 반란이 일어나 두 개의 성을 점령했다. 백명의 기사들이 파견되어 반란군을 밀어붙였다. 1352년 3월, 아메데오는 아메데오 디 지네르바와 자코모 델 몬페라토를 포함한 군대를 소집하여, 4월에 계곡을 휩쓸었다. 반역자들은 신속하게 굴복했고, 아메데오는 그의 숙부 에도아르도가 상실한 시옹 지역에 대한 권위를 회복해냈다.
1352년 여름 아메데오 디 지네르바의 숙부인 제네바의 우고와 도피네의 귀족들이 사보이내 오랜 불화를 다시 불 붙였다. 사보이아 백작은 사보이아와 도피네 사이를 중재하고 조약과 관련된 아메데오 디 지네르바의 명예를 모욕했고, 그리하여 그는 의회를 떠났고, 루이지 2세 디 사보이아보를 의회에서 대신한 기욤 드 라 보 무 (William de la Baume)가 자리에 임명됐다. 1352년 6월 6일, 사보이아 백작은 분쟁에서 상호간의 협력을 위해 오스트리아 공작 알베르 2세와 동맹을 맺었다. 아메데오는 전쟁을 위해 그의 이탈리아 영지에서 군대를 모았다. 그들이 알프스를 넘자, 발레와 시옹의 반란군들이 다시 일어났다. 아메데오는 먼저 그의 군대를 돌려, 11월 3일에 반란군을 처참하게 패배시켰다. 네 번째 아침에 그의 조언자인 기욤이 그를 기사 자리에 임명시켜주었다. 그는 시온 성벽의 일부를 헐어 버렸고 그의 군대는 도시를 약탈했다. 그는 또한 시민들에게 많은 벌금을 부과했다.
그는 자신의 19번째 생일을 축하할때, 그의 투구에 녹색 깃털, 그의 갑옷에 대한 녹색 비단으로 된 타바드, 녹색 캐패리전을 거친 그의 말을 타고 일련의 토너먼트에 출전하며 녹색 백작이라는 별명을 얻었다. 그는 각자 녹색 끈으로 기사들의 말을 이끈 녹색의 옷을 입은 여인들이 이끄는 녹색 의상을 입은 11명의 기사들을 데리고 입장했다. 그때부터 녹색은 그의 의상과 궁정에서 그가 가장 좋아하는 색이었다.
1353년 봄, 아메데오는 도피네를 공격하기 위해 그의 군대를 준비시켰다. 장 2세는 백년 전쟁에서 잉글랜드군을 상대로 가스코뉴에서 양측 군대를 모두 사용하기 원했기에 이에 개입하여 7월에 정전 협정을 체결시켰다. 그러나 위그는 즉시 협정을 파기하였다. 아메데오는 10월 26일부터 11월 11일까지 젝스에서 위그의 군대를 포위했고, 아메데오는 군대를 패배시켜내고 도시를 불태웠다. 교황 인노첸시오 6세와 장은 강화 조약을 채결시키기 위해 사절단을 보냈지만, 아메데오와 위그는 1354년 4월까지 싸움을 계속했다. 이 싸움은 아메데오가 레아브레에서 위그의 군대를 전멸시키면서 끝났다.
1355년 파리에서 체결된 조약에서 아메데오는 포시니와 젝스 백작령의 주권 인정을 하는 대신 사보이아 공국과 비에누아 도팽 사이 초창기 분쟁의 대상들였던 론강과 기에르(Guiers) 강 사이의 도피네의 영토 교환과 더불어 제네바 백작령의 종주권 획득하기로 동의했다. 아메데오는 또한 살루초 백국에게 공물을 받치도록 하였고 알프스의 이탈리아 방면으로 영토를 확장시켜냈다.
아메데오는 전략적, 경제적으로 중요했던 오늘날 프랑스와 이탈리아 국경에 있는 마달레나 고개인 콜 드 라르젱티에(Col de Largentièes) 고개를 60,000 에퀴에 구입한 것으로 명성을 얻었다. 콜 드 라르젱티에르(Col de Largentière)는 역사적으로 리옹과 이탈리아를 연결했으며; 피에몬테와 바르셀로네트 외곽 계곡 사이를 쉽게 갈 수 있는 길을 제공했고, 이는 아메데오 또는 그의 후임자가 프로방스 백작령 또는 니스 백작령으로부터 받아 사보이아의 영토가 되었다.
이것은 그를 이탈리아 북부의 정치에서 핵심적인 일원으로 만들었다. 제노바 공화국과 베네치아 공화국은 에게해의 테네도스 섬 소유에 대해 오랫동안 주장해왔는데, 결국 섬을 사보이아 백작에게 위임해야 한다는데 동의했다.

## 십자군
아메데오는 친척인 미망인 황비인 안나 디 사보이아의 아들 요한네스 5세 팔라이올로고스를 돕기 위해 1366년에 오스만 튀르크 제국의 무라드 1세를 상대로 소규모 십자군 전쟁에 착수했다. 이 전쟁에서 아메데오는 레스보스의 영주 프란체스코 1세 가틸루시오와 헝가리의 군주 러요시 1세을 동참시켜내어, 갈리폴리에서 튀르크를 몰아냈다(이 승리는 잠시뿐이였고, 1년만에 무라드 1세에게 상실했다). 그 당시 요한네스 5세는 불가리아인들에게 감금된 상태였다. 아메데오는 불가리아 쪽으로 군대를 돌렸고 메셈브리아, 소조폴 등의 흑해 항구들을 점령해냈다. 그는 그후 바르나 포위에 들어갔고 불가리아 황제 이반 알렉산더르에게 요한네스 5세를 석방시키지 않으면 더욱 큰 패배를 겪게 할 것이라는 최후의 통첩을 보냈다. 이반 알렉산더르는 요한네스 5세를 풀어주었고 아메데오는 성탄절 이전에 요한네스 5세와 함께 메셈브리아에서 도착해 겨울을 보냈다.

## 생애 말년
1372-3년부터 그는 엥게랑 7세 드 쿠시와 함께 비스콘티 가를 상대로 하는 교황군의 일부로 이탈리아에서 싸웠다.
1377년 그는 최초의 공공 기계 시계 설치를 명령했으며, 그것을 유지하기 위한 관리도 설치했다. 그는 중세 후기 세계에서 최초로 국가가 지원하는 빈민 구제 제도를 만들었다.
1381년 토리노에서 제노바와 베네치아 사이를 중재했고 키오자 전쟁과 더 크게는 베네치아-제노바 전쟁을 종식시킨 평화 조약을 후원했다. 이후 아메데오는 대립교황 클레멘스 7세로부터 앙주 공작 루이 1세의 나폴리 원정에 동참하라고 설득받았다. 1382년 아메데오는 루이와 함께 풀리아와 아브루치의 원정 성공을 거뒀다. 그는 1383년 캄포바소에서 사망했다.

## 혼인과 자녀
어린 시절부터 그를 왕가의 신부와 결혼시키기 위한 협상이 진행되었다. 1338년에 그는 신성 로마 제국의 황제 카를 4세의 3살짜리 딸 마르케타 루쳄부르스카와 약혼했었다. 1340년부터 1344년까지 그는 프랑스의 군주 필리프 6세의 조카 잔 드 부르봉과 약혼사이였다. 이 결혼은 5만 플로린 지참금으로 이뤄졌을 것이였다. 1347년에 그는 그 약혼을 포기하고, 대신 오베르뉴 백작 필리프 드 부르고뉴와 잔 1세 도베르뉴의 딸 잔(Jeanne)과 약혼했다. 이로 인해 아메데오가 그녀의 남동생인필리프 1세 드 부르고뉴의 상속자로 만들었을 것이었다. 3살 짜리 후계자인 그녀는 사보이아의 궁정에 데려 와서 키워졌다. 1351년 여름 아메데오는 잉글랜드의 군주 에드워드 3세에게 서신을 보내, 그의 딸 이사벨라와 혼인하고 싶다는 의견을 표했다. 이것에 대해 아메데오 디 지네르바가 항의를 표했다. 잔은 1355년 4월 18일까지 푸아시(Poissy)의 수녀원에 보내져 자신의 삶을 살아가기까지 궁정에 남아 있었다.
그는 1355년 파리에서 샤를 5세의 처제인 본 드 부르봉과 혼인했다. 그들은 세 명의 자녀를 가졌다:
- 1358년에 태어나 일주일 만에 사망한 딸[21]
- 아메데오 (1360년 3월[21] - 1391년 11월 1일) : 그는 장 1세 드 베리 공작의 딸이자 본 드 부르봉의 조카인 본 드 베리와 혼인했다.
- 루이지(Luigi) : 1364년 말에 태어나 그 해가 지나기 전에 사망했다.[22]

## 문학계
아메데오는 발레리오 에반젤리스티의 뉴 위어드 장르 소설 《La luce di Orione》에서 주인공 중 한 명이다.

## 참고 자료
- Coolidge, W. A. B. (October 1915). “The Passages of the Alps in 1518”. 《The English Historical Review》 30 (120): 681–691. doi:10.1093/ehr/xxx.cxx.681. Le Col d'Argentière qui est en la terre nove de la conté de Nyce qui souloit estre du païs de Provence. Et fut baillée en gaige pour certaine somme d'argent que l'on dit de lx mille escuzau conte Vert pour lors comte de Savoye.
- Cox, Eugene L. (1967). 《The Green Count of Savoy》. Princeton, New Jersey: Princeton University Press. LCCN 67-11030.
- Echols, Anne; Williams, Marty (1992). 《An Annotated Index of Medieval Women》. Markus Weiner Publishing Inc.
- Hulbert, J. R. (Apr 1916). “Syr Gawayn and the Grene Knyzt-(Concluded)”. 《Modern Philology》 13 (12).
- Norwich, John Julius (1996). 《Byzantium: The Decline and Fall》. New York: Alfred A. Knopf.
- Norwich, John Julius (1997). 《A Short History of Byzantium》. Vintage Books. ISBN 978-0-679-77269-9.

| 전임 아이모네 | 사보이아 백작 1343년 - 1383년 | 후임 아메데오 7세 |